# Bolos von Mendes
Bolos von Mendes war ein antiker griechischer Schriftsteller. Er stammte aus Mendes in Ägypten und lebte im 3. Jahrhundert vor Christus.
Bolos verfasste Schriften über okkulte Themen. In seinen Werken mischten sich magische Vorstellungen des Orients mit griechischer Philosophie. Sie gehörten zur Paradoxographie, die sich mit abnormen Phänomenen beschäftigte. Er schrieb über Astrologie, Alchemie, Arzneimittel, Sympathie und Antipathie sowie Landwirtschaft. Eines seiner Werke war eine Fälschung unter dem Namen des Demokritos und wurde in späterer Zeit für ein echtes Werk des Demokritos gehalten. Bolos gilt auch als Vorbereiter der Alchemie.